# Boycot

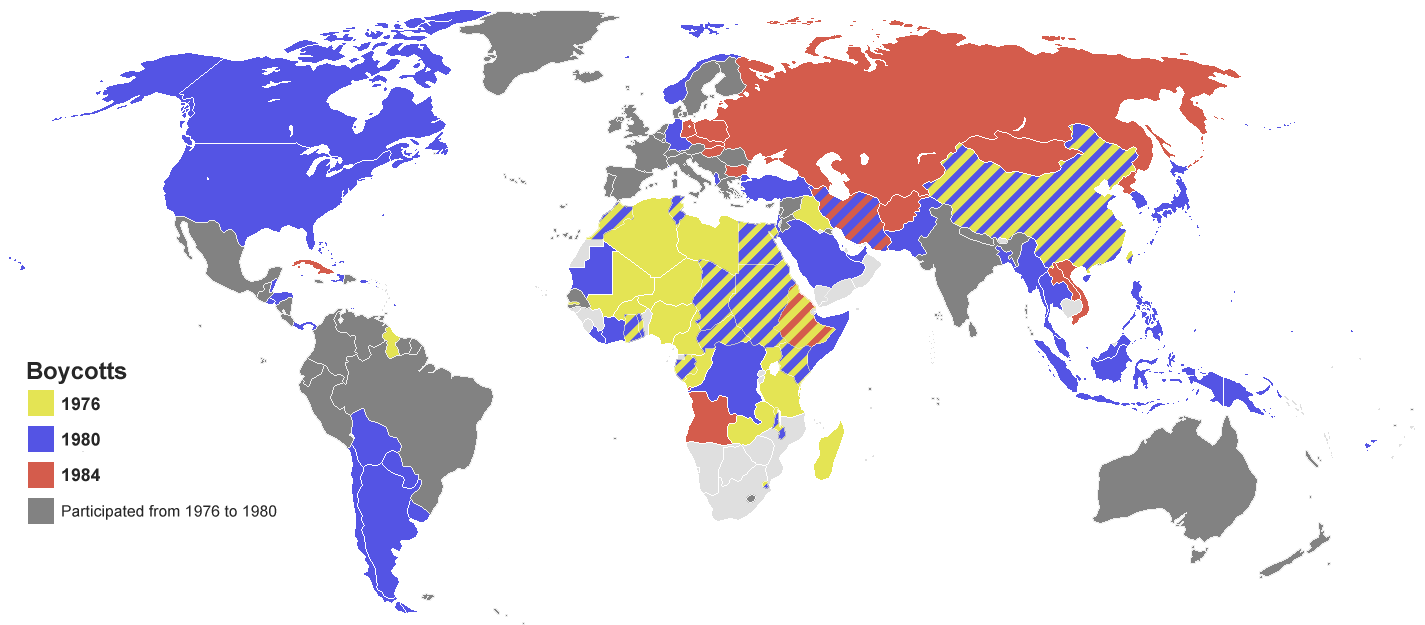
Boycots van de Olympische Spelen, 1976-1984

Een boycot is, in de oorspronkelijke zin, het verbreken van (handels)relaties met een land, een bedrijf of een individu. In de brede zin is het ook een verzaking om iets te doen, bijvoorbeeld een verkiezing boycotten om een statement te maken.
De redenen van een boycot kunnen van politieke aard zijn of dienen om een vorm van wraak uit te oefenen of iemand te isoleren.
Het woord ontstond in Ierland, waar de hardvochtige Engelse rentmeester Charles Cunningham Boycott (1832–1897) zo door zijn pachters werd gehaat, dat zij hem in 1879 volledig isoleerden.
Bekende (oproepen tot) boycots in de geschiedenis zijn onder andere
- de oproep van de Indiase leider Mahatma Gandhi om geen Engelse producten te kopen
- de Arabische boycot van Israël en het zionisme sinds 1922
- de Montgomery-busboycot die begon in 1955 en leidde tot het einde van de rassenscheiding in bussen in de VS
- de boycot van de S-Bahn in West-Berlijn die duurde van 1961 tot 1983
- de olieboycot van OPEC-landen tegen westerse landen die Israël hadden bijgestaan in de Jom Kipoeroorlog, wat in 1973 leidde tot de oliecrisis
- de boycot van Zuid-Afrikaanse producten ten tijde van de apartheidspolitiek
- de boycot van joodse winkels in Duitsland en Oostenrijk, tijdens en in de jaren voor de Tweede Wereldoorlog
- Olympische Spelen 1956 in Melbourne vanwege de rol van de Sovjet-Unie in de Hongaarse opstand
- de boycot van de Olympische Spelen in 1980 in Moskou
- de oproep voor het boycotten van de mini-wereldkampioenschappen voetbal in 1980 in Uruguay
- de BDS-beweging, gericht tegen Israël, inzake de rechten van de Palestijnen.

Het grote verschil met een embargo of economische sanctie, is dat een boycot geschiedt op basis van vrijwilligheid. Uiteraard kan er wel sprake zijn van (indirecte) sociale of economische druk om aan de boyot deel te nemen. Een boycot kan verder ook worden gezien als een vorm van passief verzet.